# Смирнов Костянтин Миколайович (1854—1930)
Костянтин Миколайович Смирнов (19 травня 1854, Одеса, Херсонська губернія - 9 листопада 1930, Панчево) - російський генерал-лейтенант, учасник оборони Порт-Артура.

## Біографія
З потомствених дворян Мінської губернії .
Закінчив Михайлівське артилерійське училище та Миколаївську військову академію. Служив при Генеральному штабі.
У 1896-1898 роках - начальник Одеського піхотного юнкерського училища. Служив начальником штабу Варшавської фортеці.
У 1900 році переведений на Далекий Схід командиром 2-ї стрілецької бригади.
В 1904 призначений комендантом фортеці Порт-Артур, куди прибув 4 березня.
Після падіння фортеці представив доповідь, яка стала підставою для порушення справи про здачу фортеці проти генералів Стесселя, Фока і Рейса. Також проходив обвинуваченим у цій справі, але рішенням Верховного військово-кримінального суду від 7 лютого 1908 був виправданий.
Здобула велику популярність «генеральська дуель» Смирнова з колишнім учасником оборони Порт-Артура генералом А. Фоком, якого Смирнов звинувачував у пресі та у своїх показаннях слідчої комісії у здачі фортеці ворогу та боягузтві. Ініціатором дуелі був Фок, одним із своїх секундантів Смірнов запросив В. Пуришкевича. Крім того, обидва учасники звернулися за допомогою до знавця дуельного питання генерала О. Кірєєва, який на їхнє прохання підготував поєдинок і проінструктував секундантів, а також сам був присутній при ньому. Дуель була на пістолетах з 20 кроків, відбулася 5 (18) березня 1908 року в манежі лейб-гвардії Кінного полку. У ході її дуелянти безуспішно обмінялися трьома пострілами від кожного, від четвертого пострілу Фока Смирнов отримав поранення в стегно неподалік паху. У петербурзькому еліті дуель набула великого іронічного резонансу через велику кількість промахів учасників.  
1908 року вийшов у відставку.
Після Жовтневого перевороту на еміграції в Югославії. Помер від запалення легень у Панчевому. Похований на місцевому цвинтарі.

## Нагороди
- Орден Святого Станіслава 1-го ступеня з мечами (04.08.1904);
- Орден Святої Анни 1-го ступеня з мечами (24.10.1904);
- Орден Святого Володимира 2-го ступеня із мечами (24.10.1904).